# Minimalismus (Architektur)

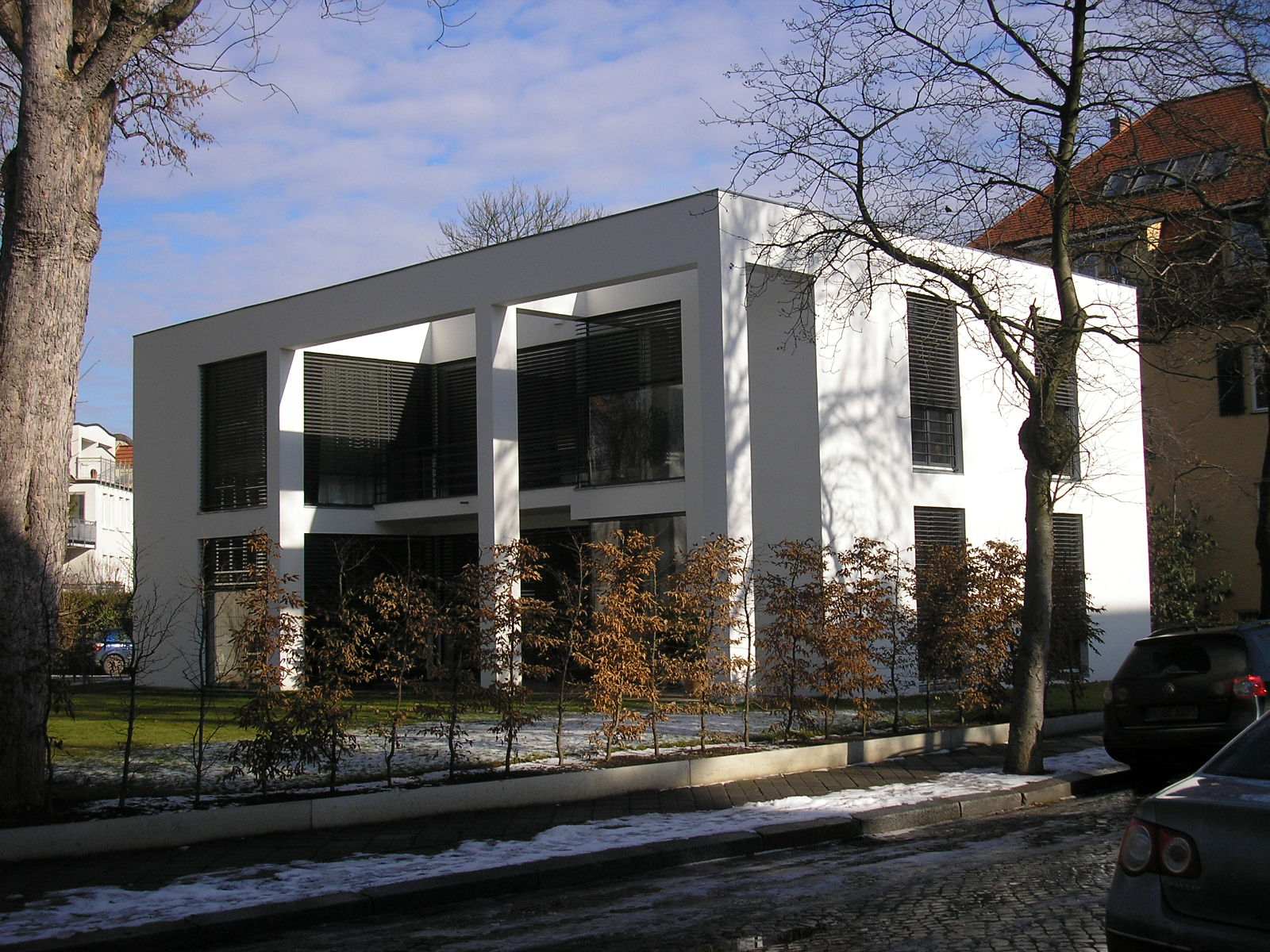
Eigenheim im Stil des Minimalismus in Erfurt

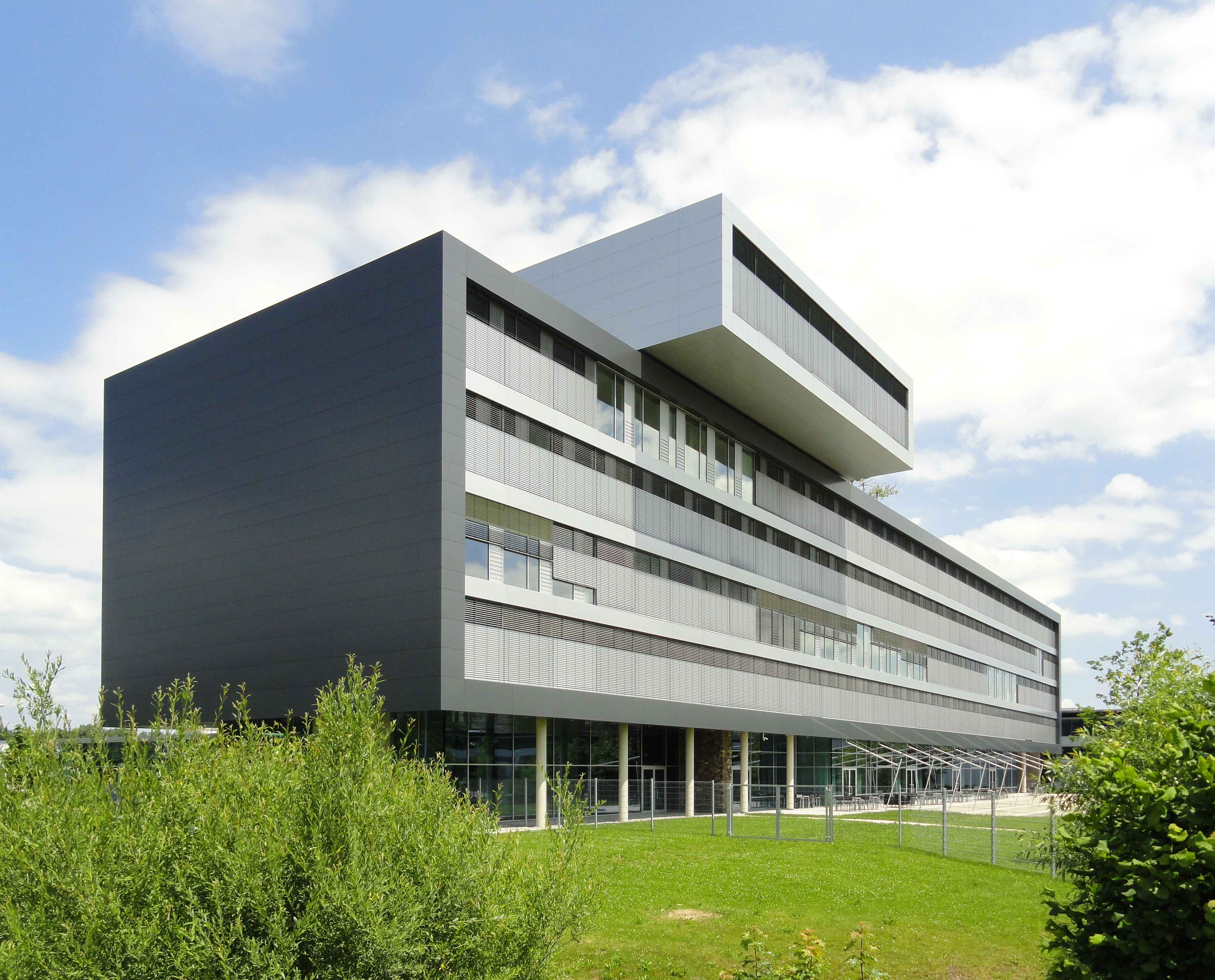
Kubische Hauptniederlassung von Dachser in Kempten (Allgäu)

Der Minimalismus ist eine Strömung in der Architektur der Moderne (Architekturstil), die sich im Wesentlichen durch ihre sehr einfache bis asketische Formensprache und durch den Verzicht auf Ornament und Dekorationselemente auszeichnet, sowie durch häufig nackte unverkleidete Materialien.
Die Ursprünge liegen in der klassischen Architekturmoderne der 1920er Jahre und bis heute bildet der Minimalismus die konzeptionelle Entwurfsgrundlage für viele zeitgenössische Architekten.
Minimalismus in der Architektur bedeutet dabei häufig weit mehr als schlichtes Bauen, wie es beispielsweise im Funktionalismus oder Konstruktivismus zu finden ist. Der Minimalismus geht oft weit darüber hinaus und strebt häufig eine möglichst reduzierte Formensprache an, die auch Züge von Asketismus hat.

## Entwicklung
Die Anwendung einer minimalistischen Sprache ist im Grunde keine Erscheinung der modernen Architektur, sondern war schon in der Vergangenheit vorhanden. In vielen Epochen der Architekturgeschichte waren die Baumeister und Architekten bestrebt, den Bauwerken eine Formreinheit und klare Geometrien zu geben. So fehlten bereits bei der Konstantinbasilika in Trier in der Spätantike die Dekorationselemente. Im 19. Jahrhundert entwarfen Friedrich Schinkel, Leo von Klenze und andere Vertreter dieser Zeit Gebäude mit reduzierten Gebäudeformen.
In der Moderne werden einfache und zweckmäßige Formen stilbildend. Besonders bekannt für eine reduzierte Formensprache sind hier z. B. Ludwig Mies van der Rohe oder Luis Barragan. Beginnend mit der Zeit der Postmoderne versucht sich der Minimalismus in Architektur und Design auch als Geisteshaltung zu etablieren. So will er als „Neue Einfachheit“ verstanden werden und sieht sich selbst als Gegenspieler der Organischen Architektur und des Dekonstruktivismus.

## Kennzeichen

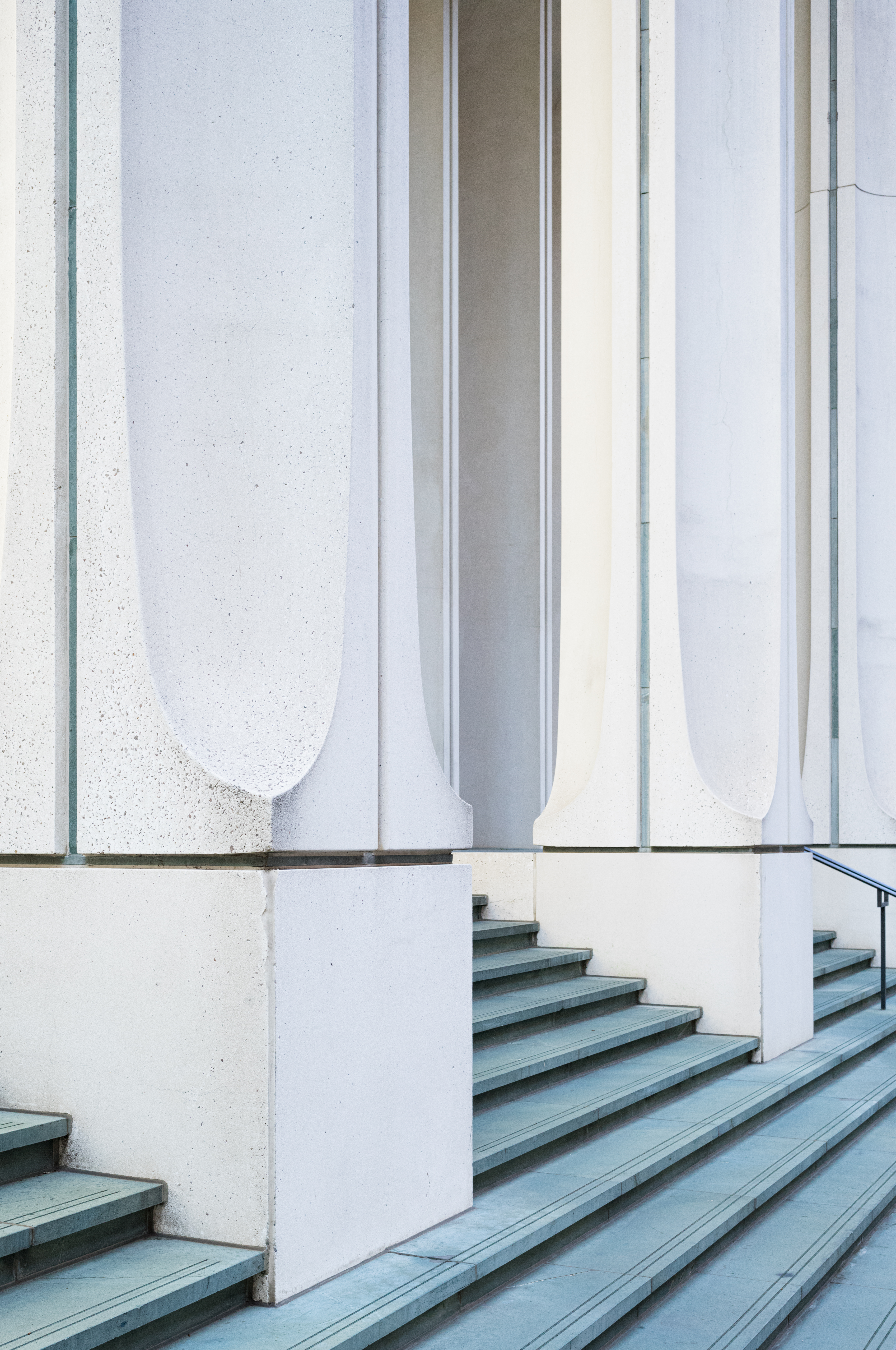
Eingangsbereich des Union Bank Towers in der Innenstadt von Portland, Oregon

Die Gebäudeformen sind stark reduziert und weisen oft kubische Formen auf. Angestrebt werden eine Formreinheit und Geometrismus. Als Baustoffe werden Glas, (Sicht-)Beton, Stahl und Naturstein verwendet. Der Architekturstil kann sich für den Betrachter nicht immer eindeutig von anderen Stilrichtungen abheben, da die Grenzen zu den modernen Stilrichtungen häufig fließend sind und so die Unterschiede nur bei genauer Betrachtung feststellbar sind.
Die Stilrichtung des Minimalismus, die sich in den 1960er Jahren in Malerei, Architektur und Design durchsetzte, steht für extreme ästhetische Reduktion der gestalterischen Mittel und ist primär als Reaktion auf die überladenen Stilvorgaben vergangener Jahrzehnte zu verstehen. Der Minimalismus der Gegenwart hingegen ist großzügiger geworden. Weiß zählt nicht mehr als alleingültige Farbe dieser Gestaltungswelt. Genauso denkbar sind dezente Grau- und Beigetöne. Reduzierte Form- und Farbwahl spielt eine entscheidende Rolle bei minimalistischen Gestaltungen.

## Beispielhafte Bauwerke

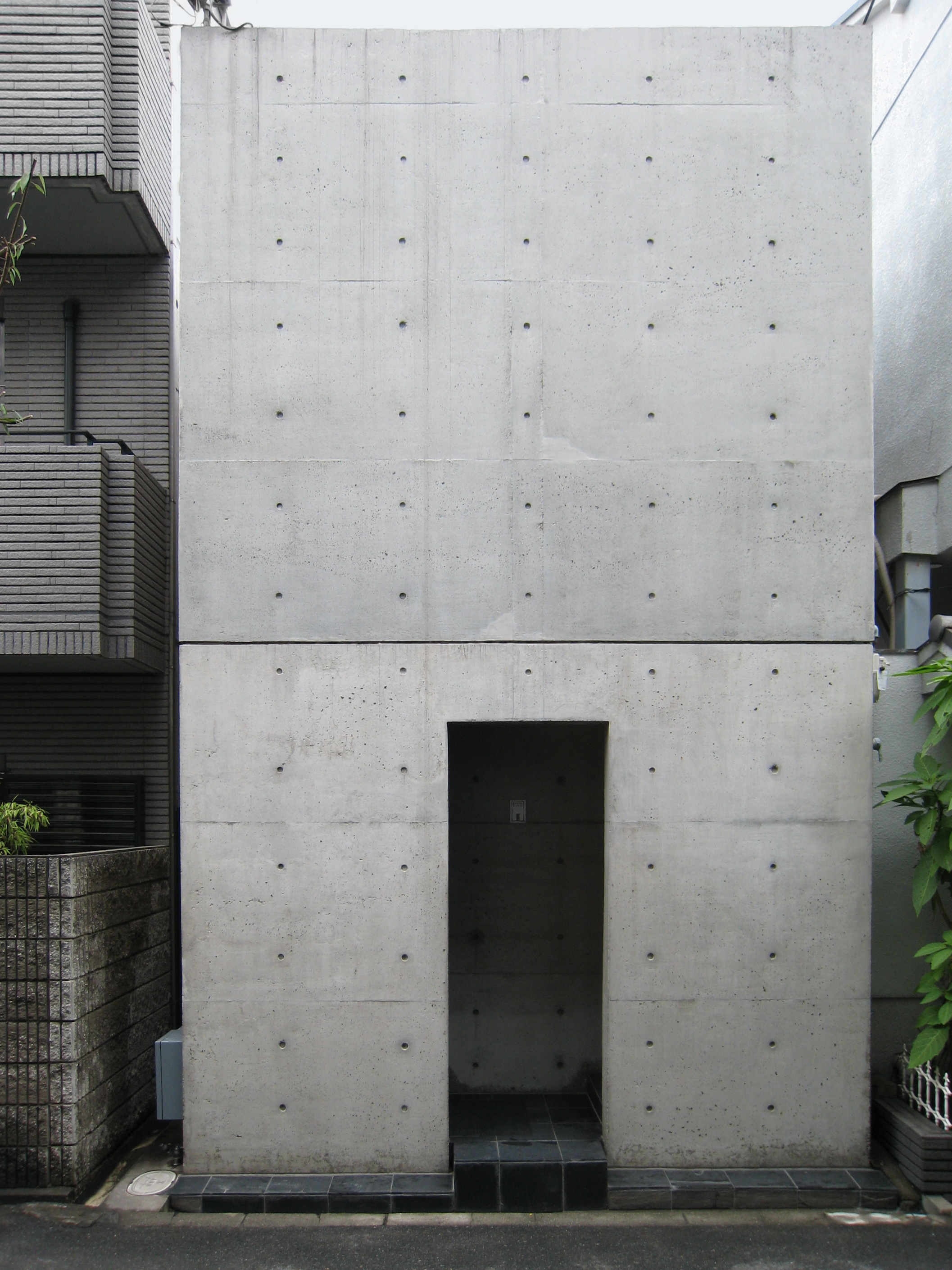
Haus Azuma

Die nachfolgende Aufzählung stellt eine Auswahl wichtiger Vertreter des Minimalismus dar.
- Haus Azuma in Osaka, 1976 fertiggestellt, von Tadao Ando entworfen
- St.-Martin-Kirche im Märkischen Viertel, Berlin, 1973 fertiggestellt, entworfen von Werner Düttmann
- Grande Arche in Paris (1989 fertiggestellt) von Johan Otto von Spreckelsen
- Kunsthaus Bregenz (1997 fertiggestellt) von Peter Zumthor
- Europäisches Design Depot in Klagenfurt am Wörthersee (1994 fertiggestellt) von Ortner & Ortner
- Erweiterungsbau des Kunstmuseum Winterthur (1995 fertiggestellt) von Annette Gigon und Mike Guyer
- Tate Gallery of Modern Art in London (2000 fertiggestellt) von Herzog & de Meuron
- Kirche und Pfarrzentrum Santa Maria in Portugal (1996 fertiggestellt) von Álvaro Siza Vieira
- Bibliothèque nationale de France in Paris (1996 fertiggestellt) von Dominique Perrault
- Arbeitsgericht Erfurt (1999 fertiggestellt) von Gesine Weinmiller
- Kirche des Lichts in Osaka (1989 fertiggestellt) von Tadao Ando